# Macrozafra enwrighti
Macrozafra enwrighti är en snäckart som beskrevs av Powell 1940. Macrozafra enwrighti ingår i släktet Macrozafra och familjen Columbellidae. Inga underarter finns listade i Catalogue of Life.